# Ivar Norberg
Ivar Alfred Norberg, född den 28 juni 1879 i Stockholm, död där den 2 oktober 1965, var en svensk journalist. Han var son till Alfred Norberg.
Norberg var elev vid Stockholms norra latinläroverk 1889–1897. Han avlade mogenhetsexamen 1897 och blev samma år student vid Uppsala universitet, där han avlade teologisk-filosofisk examen 1899, filosofie kandidatexamen 1909 och filosofie licentiatexamen samma år. Norberg var amanuens i Kungliga Biblioteket 1910, bibliotekarie vid Linköpings stiftsbibliotek 1911–1916, litteraturanmälare i Östgöta Correspondenten 1913–1919 och medarbetare i Dagens Nyheter 1919–1941. Han använde signaturerna Old Noll och Nbg. Norberg översatte William James Den religiösa erfarenheten i dess skilda former (1907, andra upplagan 1923) och Gerhard Hauptmanns Kättaren från Soana (1918, fjärde upplagan 1920). Han vilar i en familjegrav på Norra begravningsplatsen utanför Stockholm.